# Ripablikan Pati blong Vanuatu
Die Ripablikan Pati blong Vanuatu (dt.: Republikanische Partei von Vanuatu, englisch Vanuatu Republican Party, französisch Parti Républicain de Vanuatu) ist eine Partei in Vanuatu.

## Geschichte
Der Parteiführer ist Maxime Carlot Korman, der früher ein Mitglied der Union of Moderate Parties gewesen war und für diese Partei auch als Premierminister von Vanuatu gedient hatte. Korman und die Republican Party waren Teil der Koalitionsregierung unter Ham Lini und der National United Party von 2004 bis 2008 und Korman diente im Kabinett als Minister of Lands.
Korman hatte die UMP in den späten 1990ern verlassen, nachdem sein Rivale Serge Vohor einen Führungskampf gewonnen hatte. Bei den Wahlen am 6. Juli 2004 gewann die Partei 4 der 52 Sitze. 2008 waren es noch 3 Sitze und die Partei war damit so stark wie die UMP, welche bis dahin die dominante Partei in der französischsprachigen Community gewesen war. 2012 verlor die Republican Party 2 Sitze, inklusive des von Korman. Dennoch war die Partei in der Regierung, da der einzige Abgeordnete der Partei, Marcellino Pipite, als Minister of Tourism and Commerce diente.
2016 konnte die Partei keine Sitze mehr erringen. 2020 trat sie offenbar nicht mehr bei den Wahlen an.

## Wahlergebnisse
| Wahl      | Stimmen | %   | Mandate |
| --------- | ------- | --- | ------- |
| Wahl 1998 | 5.232   | 7,6 | 1 / 52  |
| Wahl 2002 | 5.354   | 6,8 | 3 / 52  |
| Wahl 2004 | 4.695   | 5,1 | 4 / 52  |
| Wahl 2008 | 8.155   | 7,7 | 7 / 52  |
| Wahl 2012 | 3.627   | 3,0 | 1 / 52  |
| Wahl 2016 | 1.975   | 1,7 | 0 / 52  |
| Wahl 2020 | –       | –   | 0 / 52  |
| Wahl 2022 | 557     | 0,4 | 0 / 52  |